# Bronze de Lascuta
El Bronze de Lascuta és una placa de bronze proveïda d'una anella lateral, que fa 22,4 x 14 x 0,2 cm i conté el resum d'un decret pretorià en llatí. El trobaren al 1866 o 1867 a 6 km de l'actual ciutat d'Alcalá dels Gazules, província de Cadis, en la Bètica romana. S'ha pogut datar de l'any 189 ae, per la qual cosa seria el document en llatí més antic de la península Ibèrica (de fet, està escrit en llatí arcaic).

## Estudis i lloc de la troballa
Alguns autors l'han estudiat des de 1867, entre aquests Emil Hübner i Theodor Mommsen en el CIL II, 5041 (amb un excel·lent dibuix); durant el segle xx Àlvar d'Ors, Charles Saumagne, J. López Castro i altres.
Segons l'historiador Ismael Almagro, el bronze no s'hauria trobat a la Mesa del Esparragal, com tradicionalment s'afirma, sinó a l'església parroquial d'Alcalá de los Gazules, durant l'eixample de les capelles del baptisteri i del Sant Enterrament, en un terreny obtingut al 1863 quan n'era rector Francisco de Paula Castro i Moreno, i possiblement seria venut a l'enginyer polonés Ladislas Lazeski, que després el vengué al Museu del Louvre, on és ara.
Davant l'absència d'una prova fefaent d'aquesta última hipòtesi, ha de prevaler la notícia donada pel mateix enginyer, que comunicà oficialment la notícia a París, i designà el lloc de les "petites excavacions" en què aparegué, prop d'una mina i d'un camp amb ruïnes antigues, "a 6 km d'Alcalá de los Gazules".

## Exposició
Actualment es troba al Museu del Louvre (París), tot i que al saló de plens de l'Ajuntament d'Alcalá de los Gazules i al Museu Arqueològic de Jerez de la Frontera se n'exposen còpies.

## Contingut
| « | (Llatí) L(ucius) Aimilius L(ucii) f(ilius) inpeirator decreivit, utei quei Hastensium servei in Turri Lascutana habitarent, liberei essent; agrum oppidumqu(i), quod ea tempestate posedisent, item possidere habereque iousit, dum Poplus Senatusque Romanus vellet. Act(um) in castreis a(nte) d(iem) XII k(alendas) Febr(uarias) | (Traducció) Luci Emili, fill de Luci, imperator, decretà que els serfs dels Hastenses que habitaven a la Torre Lascutana, foren lliures. Ordenà que tingueren possessió i conservaren els camps i el nucli urbà que hagueren posseït fins a aquell moment, mentre ho volgueren el poble i el senat romà. Donat al campament el dotze abans de les kalendes de febrer (= 19 de gener). | » |

Luci Emili Paulus Macedònic, membre d'una prestigiosa família romana, era pretor de la Hispània Ulterior entre 191 i 189 aC.